# Svarttofsad bulbyl
Svarttofsad bulbyl (Rubigula flaviventris) är en asiatisk fågel i familjen bulbyler med vid utbredning från Indien till Vietnam.

## Utseende och läte
Svarttofsad bulbyl är en medelstor (18,5–19,5 cm), lätt igenkänd bulbyl med tvärt avskuren lång stjärt och ständigt rest tofs som böjer sig något framåt. Huvudet är svart med kontrasterande ljust öga. Den är vidare olivfärgad ovan och gulaktig under. Lätet är en upprepad, behaglig serie med fem till sex toner, helt utan hårda toner.

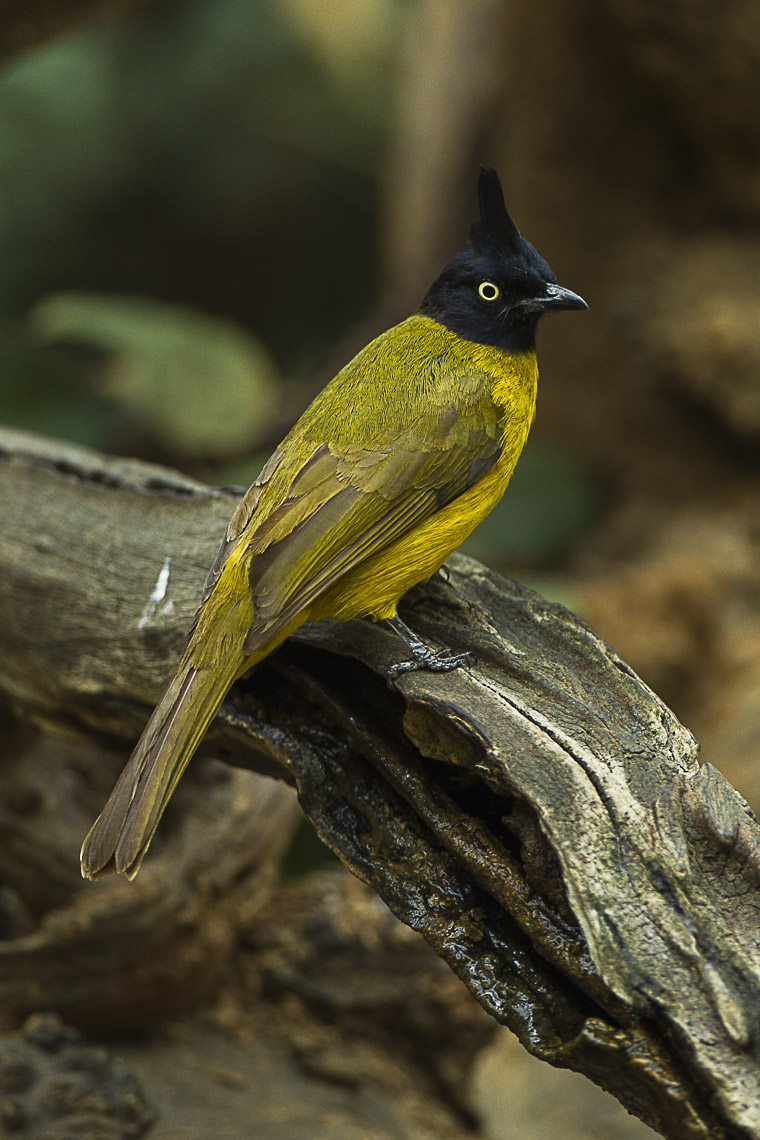

## Utbredning och systematik
Svarttofsad bulbyl delas upp i åtta underarter med följande utbredning:
- Rubigula flaviventris flaviventris – förekommer från Himalaya (Punjab) till nordöstra Indien, norra Myanmar och sydvästra Kina
- Rubigula flaviventris vantynei – förekommer från södra Myanmar till norra Thailand, norra Laos, Tonkin och norra Annam
- Rubigula flaviventris xanthops – förekommer från sydöstra Myanmar till norra Thailand
- Rubigula flaviventris negatus – förekommer från södra Myanmar till angränsande sydvästra Thailand
- Rubigula flaviventris johnsoni – förekommer från södra platån i Thailand till södra Laos, Kambodja och Vietnam
- Rubigula flaviventris auratus – förekommer från norra platån i nordöstra Thailand och angränsande västra Laos
- Rubigula flaviventris elbeli – förekommer på småöar utanför sydöstra Thailand
- Rubigula flaviventris caecilii – förekommer på norra Malackahalvön

Tidigare betraktades den som en underart till P. melanicterus och vissa gör det fortfarande.

### Släktestillhörighet
Arten placerades tidigare i släktet Pycnonotus. DNA-studier visar att Pycnonotus dock är parafyletiskt visavi Spizixos, varför flera taxonomiska auktoriteter numera delar upp det i flera mindre släkten.

## Status och hot
Arten har ett stort utbredningsområde och en stor population, men tros minska i antal, dock inte tillräckligt kraftigt för att den ska betraktas som hotad. Internationella naturvårdsunionen IUCN kategoriserar därför arten som livskraftig (LC).